# Modello di Lorentz-Drude
Il modello di Lorentz-Drude fornisce una trattazione di base sul comportamento delle onde elettromagnetiche nei mezzi materiali. Il modello, pur risalendo agli inizi del XX secolo, è tuttora spendibile perché fornisce buoni risultati.
Secondo questo modello, il dielettrico viene concepito, microscopicamente, come un sistema costituito da elettroni in parte legati e in parte liberi. Gli elettroni legati sono sottoposti a una forza elastica di richiamo attorno a un centro attrattore di carica positiva, mentre gli elettroni liberi possono muoversi liberamente in tutto il materiale.

## Sviluppo del modello
Indicando con nA la densità di volume degli elettroni legati si ricava l'equazione che lega il vettore di polarizzazione al campo elettrico:
{\displaystyle {\vec {P}}=n_{A}\left\langle \pi \right\rangle =-n_{A}e{\vec {r}}(t)}
dove con {\displaystyle \langle \pi \rangle } si è indicato il valor medio del momento di dipolo elettrico del singolo elettrone legato.
Naturalmente tali elettroni ubbidiscono, nel loro moto, alle equazioni di Newton:
{\displaystyle m{\frac {d{\vec {v}}(t)}{dt}}=-e({\vec {E}}_{m}+{\vec {v}}\times {\vec {B}}_{m})-k{\vec {r}}-\beta {\vec {v}}}
dove Em e Bm sono il campo elettrico e il campo magnetico a carattere microscopico. Gli altri due termini al secondo membro rappresentano rispettivamente la forza elastica e una forza a carattere viscoso, che il modello introduce per simulare la continua perdita di energia dovuta all'irraggiamento o ad altre interazioni delle cariche.
Tipicamente, si trascurano gli effetti del campo magnetico; quindi, dividendo per la massa e moltiplicando per –e nA si ottiene:
{\displaystyle -en_{A}{\frac {\partial ^{2}\langle {\vec {r}}\rangle }{\partial t^{2}}}+{\frac {e^{2}n_{A}}{m}}{\vec {E}}+en_{A}\omega _{0}^{2}\langle {\vec {r}}\rangle =en_{a}\gamma {\frac {\partial \langle {\vec {r}}\rangle }{\partial t}}}
{\displaystyle {\frac {\partial ^{2}{\vec {P}}}{\partial t^{2}}}+\gamma {\frac {\partial {\vec {P}}}{\partial t}}+\omega _{0}^{2}{\vec {P}}={\frac {e^{2}n_{A}}{m}}{\vec {E}}}
dove si è posto {\displaystyle k/m=\omega _{0}^{2}} e {\displaystyle \beta /m=\gamma }.
Inoltre indicando con nE la densità di volume degli elettroni liberi, si può scrivere una equazione che lega la densità di corrente J al campo elettrico:
{\displaystyle {\vec {J}}=-en_{E}\langle {\vec {v}}\rangle }
{\displaystyle m{\frac {d\langle {\vec {v}}\rangle }{dt}}=-e\left[{\vec {E}}_{m}+{\frac {\langle {\vec {v}}\rangle }{c}}\times {\vec {B}}_{m}\right]-\alpha \langle {\vec {v}}\rangle }
{\displaystyle {\frac {d\langle {\vec {v}}\rangle }{dt}}=-{\frac {e}{m}}\left[{\vec {E}}_{m}+{\frac {\langle {\vec {v}}\rangle }{c}}\times {\vec {B}}_{m}\right]-{\frac {\alpha }{m}}\langle {\vec {v}}\rangle }
dove, analogamente al caso precedente, α è il coefficiente di viscosità; d'altra parte manca il termine della forza elastica, trattandosi di elettroni liberi.
Trascurando ancora l'attività magnetica e moltiplicando per –e nE si ottiene:
{\displaystyle -en_{E}{\frac {\partial \langle {\vec {v}}\rangle }{\partial t}}={\frac {e^{2}n_{E}}{m}}{\vec {E}}+en_{E}\nu \langle {\vec {v}}\rangle }
{\displaystyle {\frac {\partial {\vec {J}}}{\partial t}}+\nu {\vec {J}}={\frac {e^{2}n_{E}}{m}}{\vec {E}}}
dove si è posto ν=α/m.
Le soluzioni di tipo normale hanno dipendenza oscillatoria (scritta in forma di esponenziale di argomento complesso) dallo spazio e dal tempo; prese singolarmente non hanno significato fisico ma una loro combinazione ce l'ha:
{\displaystyle {\begin{pmatrix}{\vec {E}}\\{\vec {B}}\\{\vec {P}}\\{\vec {J}}\\\rho \end{pmatrix}}={\begin{pmatrix}{\vec {E}}_{0}\\{\vec {B}}_{0}\\{\vec {P}}_{0}\\{\vec {J}}_{0}\\\rho _{0}\end{pmatrix}}exp[i({\vec {k}}\cdot {\vec {x}}-\omega t)]}
in funzione del vettore d'onda e della frequenza angolare.
Derivando una qualsiasi di queste relazioni si ricava l'operatore temporale e l'operatore spaziale:
{\displaystyle {\frac {\partial }{\partial t}}=-i\omega }
{\displaystyle {\vec {\nabla }}=i{\vec {k}}}
con i quali è possibile riscrivere le equazioni in P e in J e, successivamente, le equazioni di Maxwell.

## Modi normali
Si è così ottenuto l'equazione di dispersione per i modi normali, dalla quale è possibile estrarre il comportamento dell'onda nelle varie circostanze. Per questo si sceglie (...), con la considerazione che la scelta degli assi è arbitraria e dunque prendendo un'altra terna si incontrerà ancora la casistica che si descrive adesso:
A questo punto ci sono due possibilità:
Le due soluzioni prendono il nome, rispettivamente, di modo normale longitudinale e modo normale trasversale.
A partire da questi risultati matematici andrebbero discusse le soluzioni di tipo fisico, che a loro volta si dividono in due categorie generali: la determinazione dell'evoluzione temporale del sistema (problemi alle condizioni iniziali, o di Cauchy), e la determinazione dell'evoluzione spaziale (problemi alle condizioni al contorno). In seguito deve sempre essere applicata una condizione di realtà alle soluzioni di tipo fisico, cioè che le funzioni stiano nel campo reale, cosa non banale dato che si fa uso di funzioni complesse.
Vale la pena di riportare almeno i risultati che si otterrebbero studiando più approfonditamente l'equazione di dispersione per i modi trasversali. In particolare si vede subito che il vettore d'onda k(ω) è in generale una quantità complessa perché va uguagliato alla quantità complessa e*(ω), la quale a sua volta dipende anche dai due coefficienti di smorzamento γ e ν, che si riferiscono rispettivamente agli elettroni legati e liberi.
Per valori relativamente piccoli di γ e ν, esistono intervalli o bande di frequenze per le quali la quantità k(ω) è sostanzialmente reale [Re(k)>>Im(k)] e altre per le quali k(ω) è, viceversa, sostanzialmente immaginaria [Im(k)>>Re(k)]. Sostituendo il vettore d'onda nella soluzione normale del campo elettrico e approssimando secondo i due limiti descritti, si ottiene:
Nel primo caso il modo normale ha carattere propagatorio e le bande di frequenza prendono il nome di bande di propagazione; nel secondo caso il modo perde il carattere propagatorio e le bande di frequenza prendono il nome di bande di evanescenza.
Inoltre le frequenze che separano, più o meno nettamente, le bande di evanescenza da quelle di propagazione sono dette frequenze di taglio quando si ha Re(k)=Im(k)=0 e frequenze di risonanza quando la parte reale Re(k) e la parte immaginaria Im(k) assumono valori molto grandi. Nel caso ideale in cui γ e ν sono entrambi nulli, la distinzione tra bande di propagazione e bande di evanescenza è netta, mentre all'aumentare dei valori assunti dai due coefficienti dissipativi tale distinzione si perde progressivamente. Inoltre la regione di frequenze attorno a ω0 porta a comportamenti anomali e pertanto viene chiamata regione di dispersione anomala.
Col modello di Lorentz-Drude è possibile anche calcolare i coefficienti di riflessione, trasmissione e assorbimento da uno strato di dielettrico che, per semplicità, viene assunto piano. I risultati mostrano che:
Inoltre quando i parametri γ e ν assumono valori molto bassi l'assorbimento presenta un solo picco molto sottile sulla frequenza di risonanza ω0. Quando, viceversa, γ e ν hanno valori relativamente elevati l'assorbimento tende ad essere presente in modo consistente per ogni valore delle frequenze, in genere con un massimo ampio nella regione di dispersione anomala. Infine con valori intermedi di γ e ν il coefficiente di assorbimento manifesta picchi anche in corrispondenza delle frequenze di taglio.
Ultima considerazione legata al fenomeno di risonanza: le oscillazioni delle quantità fisiche (vettori di campo) dovute alle oscillazioni delle quantità geometriche (ad esempio gli atomi che costituiscono il mezzo) tendono progressivamente a sparire all'aumentare degli effetti dissipativi.